# Луан (округ)
Округ Луан (фр. Arrondissement de Louhans) — округ у Франції, в департаменті Сона і Луара. 2023 року округ об'єднував 88 муніципалітетів, населення становило 67 148 осіб.
Адміністративний центр (супрефектура) — Луан.

## Муніципалітети
Список муніципалітетів округу та їхні коди INSEE:
1. Бантанж (71018)
2. Бельвевр (71029)
3. Бовернуа (71028)
4. Бодрієр (71023)
5. Божан (71044)
6. Борепер-ан-Бресс (71027)
7. Бранж (71056)
8. Брієнн (71061)
9. Брюай (71064)
10. Буан (71045)
11. Варенн-Сен-Совер (71558)
12. Венсель (71580)
13. Вериссе (71568)
14. Дамп'єрр-ан-Бресс (71168)
15. Девруз (71173)
16. Діконн (71175)
17. Доммартен-ле-Кюїзо (71177)
18. Жувансон (71244)
19. Жуд (71243)
20. Жуїф (71246)
21. Кондаль (71143)
22. Кюїзері (71158)
23. Кюїзо (71157)
24. Ла-Женет (71213)
25. Ла-Расінез (71364)
26. Ла-Фретт (71206)
27. Ла-Шапель-Нод (71092)
28. Ла-Шапель-Сен-Совер (71093)
29. Ла-Шапель-Текль (71097)
30. Ла-Шо (71121)
31. Л'Абержман-де-Кюїзері (71001)
32. Л'Абержман-Сент-Коломб (71002)
33. Ле-Міруар (71300)
34. Ле-Плануа (71352)
35. Ле-сюр-ле-Ду (71254)
36. Ле-Тартр (71534)
37. Ле-Фе (71196)
38. Лессар-ан-Бресс (71256)
39. Луазі (71261)
40. Луан (71263)
41. Менетрей (71293)
42. Мерван (71295)
43. Монже (71314)
44. Монконі (71311)
45. Монпонт-ан-Бресс (71318)
46. Монре (71319)
47. Монтаньї-пре-Луан (71303)
48. Мутьєр-ан-Бресс (71326)
49. Орм (71332)
50. Отюм (71013)
51. П'єрр-де-Бресс (71351)
52. Пурлан (71357)
53. Рансі (71365)
54. Ратенель (71366)
55. Ратт (71367)
56. Ромене (71373)
57. Савіньї-ан-Ревермон (71506)
58. Савіньї-сюр-Сей (71508)
59. Сажі (71379)
60. Сайнар (71380)
61. Сан-сюр-Сей (71514)
62. Сен-Боннет-ан-Бресс (71396)
63. Сен-Венсант-ан-Бресс (71489)
64. Сен-Жермен-дю-Буа (71419)
65. Сен-Жермен-дю-Плен (71420)
66. Сен-Кристоф-ан-Бресс (71398)
67. Сен-Мартен-дю-Мон (71454)
68. Сент-Андре-ан-Бресс (71386)
69. Сент-Етьєнн-ан-Бресс (71410)
70. Сент-Круа (71401)
71. Сент-Юзюж (71484)
72. Серле (71516)
73. Серриньї-ан-Бресс (71519)
74. Сімандр (71522)
75. Сімар (71523)
76. Сорне (71528)
77. Торп (71541)
78. Тронші (71548)
79. Тюре (71538)
80. Уру-сюр-Сон (71336)
81. Фласе-ан-Бресс (71198)
82. Франжі-ан-Бресс (71205)
83. Фреттеран (71207)
84. Фронтенар (71208)
85. Фронтено (71209)
86. Шампанья (71079)
87. Шаретт-Варенн (71101)
88. Юї-сюр-Сей (71234)